# ليام دافيسون
ليام دافيسون (بالإنجليزية: Liam Davison)‏ (29 يوليو 1957، ملبورن في أستراليا - 17 يوليو 2014، أوبلاست دونيتسك في أوكرانيا)؛ كاتب وروائي أسترالي.